# Тезу
Тезу (англ. Tezu) — містечко у Північно-Східній Індії, адміністративний центр округу Лохіт індійського штату Аруначал-Прадеш.

## Географія
Розташований у східній частині штату.

### Клімат
Містечко знаходиться у зоні, котра характеризується вологим субтропічним кліматом. Найтепліший місяць — липень із середньою температурою 25.2 °C (77.4 °F). Найхолодніший місяць — січень, із середньою температурою 12.6 °С (54.7 °F).
| Клімат Тезу             | Клімат Тезу | Клімат Тезу | Клімат Тезу | Клімат Тезу | Клімат Тезу | Клімат Тезу | Клімат Тезу | Клімат Тезу | Клімат Тезу | Клімат Тезу | Клімат Тезу | Клімат Тезу | Клімат Тезу |
| Показник                | Січ.        | Лют.        | Бер.        | Квіт.       | Трав.       | Черв.       | Лип.        | Серп.       | Вер.        | Жовт.       | Лист.       | Груд.       | Рік         |
| Середній максимум, °C   | 19,3        | 20,6        | 23,9        | 25,8        | 27,4        | 28,6        | 29,1        | 29,1        | 28,6        | 26,7        | 23,7        | 20,5        | 25,3        |
| Середня температура, °C | 12,6        | 14,6        | 18          | 20,3        | 22,7        | 24,6        | 25,2        | 25,2        | 24,4        | 21,7        | 17,5        | 13,7        | 20          |
| Середній мінімум, °C    | 5,9         | 8,6         | 12,1        | 14,9        | 18          | 20,5        | 21,4        | 21,2        | 20,2        | 16,8        | 11,3        | 6,8         | 14,8        |
| Норма опадів, мм        | 21.3        | 38.3        | 66.1        | 122.4       | 198.8       | 327.7       | 356.1       | 302.3       | 227.1       | 120.2       | 23.5        | 12.1        | 1815.9      |
| ----------------------- | ----------- | ----------- | ----------- | ----------- | ----------- | ----------- | ----------- | ----------- | ----------- | ----------- | ----------- | ----------- | ----------- |
| Джерело: Weatherbase    |             |             |             |             |             |             |             |             |             |             |             |             |             |